# Zoran Janković (politico)
Zoran Janković (Saraorci, 1º gennaio 1953) è un politico e imprenditore sloveno, sindaco di Lubiana dal 2006 al 2011 e di nuovo dal 2012.

## Biografia
Janković nacque nel villaggio di Saraorci, frazione di Smederevo, in Serbia (all'epoca parte della Jugoslavia) da padre serbo e madre slovena.
Eletto sindaco di Lubiana nel 2006, viene riconfermato per un secondo mandato nel 2010.
Il 5 dicembre 2011, Pozitivna Slovenija, lista indipendente creata dallo stesso Janković due mesi prima del voto, risulta vincitrice delle elezioni parlamentari. Non riuscendo a formare un governo, Janković si ricandida come sindaco di Lubiana risultando vincitore con il 61% dei voti.
Nel 2013 si dimette temporaneamente da presidente di Slovenia Positiva dopo le accuse di corruzione mossegli dalla Commissione per la Prevenzione della Corruzione; l'anno successivo vince il congresso e torna alla guida del partito.
Nel 2018 si ricandida a sindaco di Lubiana, venendo riconfermato con il 60,6% dei voti .